# Tuángòu
Tuángòu (pronunciato "tuanguu") è una strategia di acquisto che ha avuto origine nella Repubblica Popolare Cinese. Diverse persone, talvolta amici ma anche estranei connessi tramite internet, si mettono d'accordo per ottenere un consistente sconto da un commerciante in cambio di un acquisto di gruppo. Gli acquirenti godono di un prezzo scontato e l'esercente può vendere diversi oggetti in una volta sola.
Il fenomeno di Tuangou ha avuto il suo maggior successo in Cina, dove gli utenti hanno potuto beneficiare del potere d’acquisto collettivo. La popolarità di questa strategia in Cina è spesso attribuita alla tradizione cinese di contrattare per l'acquisto di beni di ogni tipo. L'acquisto di gruppo tramite Tuangou rende inoltre possibile superare la classica diffidenza che può verificarsi acquistando singolarmente da un venditore non conosciuto; in questo caso l'acquisto di gruppo si traduce anche in garanzia nell'acquisto presso un particolare venditore.
Come variante del modello di acquisto di Tuangou si possono ricordare gli acquisti di gruppo, fenomeno presente anche in Cina, dove l'acquisto di un oggetto per poter essere valido deve essere acquistato in una quantità o ad un prezzo minimo; in caso contrario il venditore non procederà con la vendita. Dato che gli utenti solitamente non acquistano personalmente grandi quantità di oggetti per ottenere un prezzo migliore, Tuangou permette a gruppi di utenti di invitare altre persone per effettuare acquisti di gruppo, avendo come risultato migliori prezzi per i singoli compratori o la disponibilità di oggetti altrimenti difficilmente reperibili. Lo stesso meccanismo viene utilizzato dal sito E-commerce Savebybooking che tramite il web raggruppa potenziali acquirenti per ottenere un'offerta promozionale dal venditore.